# Ballagi Aladár
Ballagi Aladár (Kecskemét, 1853. október 24. – Budapest, 1928. június 21.) magyar történész, nyelvész a Magyar Tudományos Akadémia tagja, egyetemi tanár. Az ELTE Bölcsészettudományi Kar egykori dékánja.

## Élete
Református vallásra kitért zsidó családból származott. Anyja, kisrákói és királylehotai Lehóczky Ida (1826–1897), apja, Ballagi Mór (1815–1891), a református teológiai intézetben a keleti nyelvek és a bibliamagyarázat tanáraként dolgozott 1855-től, de előtte 1848–49-ben honvédtiszt volt. Három testvére volt. Ballagi László (1846–1867), Ballagi Josephine (1849–?), Ballagi Géza (1851–1907). Közülük László halálozott el a legkorábban, de azért halála előtt valamit letett az asztalra. Az ő fordításában jelent meg John Bunyan híres műve A zarándok útja. Aladár bátyja, Géza az 1790-es évek gazdag és izgalmas röpirat-irodalmát dolgozta fel A politikai irodalom Magyarországon című, máig nélkülözhetetlen könyvében.
Ballagi Aladár nagyon szeretett utazni, erre tanítványait is buzdította, hiszen ő a saját megfigyelésen alapuló ismeretekben hitt. Abban, hogy csak azt lehet és szabad elhinni, amit a saját szemünkkel látunk és tapasztalunk. Saját költségén beutazta Franciaországot, Olaszországot, Szerbiát, Németországot, Angliát, Görögországot, Oroszországot, Svédországot, Norvégiát és az Amerikai Egyesült Államokat is. Különböző könyvtárakat és levéltárakat keresett fel magyar nyomok, vonatkozások után kutatva. Ezen felül a Magyar Turista Egyesület megalakulásában is részt vett, hiszen előszeretettel járta a magyar tájakat, a főváros környéki hegyeket.

## Tanulmányai/munkássága

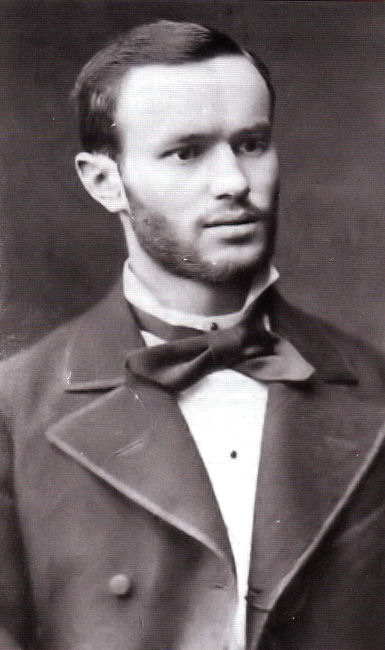
1880-ban készült fényképe

Tanulmányait a pesti és a heidelbergi egyetemen végezte. 1875-ben a Budapesti Tudományegyetemen bölcsészdoktori oklevelet szerzett.
1876-ig magyar művelődéstörténetet tanított a budapesti református gimnáziumban, majd a sárospataki református teológiai akadémián. 1877-től 1879-ig a Budapesti Tudományegyetem magántanára. 1880-tól ugyanitt újkori egyetemes történelmet tanított. 1883-ig helyettes, 1889-ig nyilvános rendkívüli, majd 1924-ig nyilvános rendes tanárként. 1891–92-ben az Irodalomtörténeti Közlemények című lapot szerkesztette.
A Magyar Tudományos Akadémia 1884-ben levelező, 1904-ben rendes tagjává választotta.
1903–1904-ben a bölcsészettudományi kar dékánja, 1919–20-ban az egyetem rektora volt. 1905 és 1910 között a Függetlenségi és Negyvennyolcas Párt, Budapest IX. és X. kerületében megválasztott országgyűlési képviselőjeként politizált. A Tanácsköztársaság idején, 1919 márciusa és júliusa között eltiltották a tanítástól. 1924-ben nyugalomba vonult.
Sokoldalú ismeretekkel rendelkező, jelentékeny irodalmi működést kifejtő történész volt. Újkori egyetemes történettel, magyar művelődéstörténettel és nyelvészettel foglalkozott.
Részt vett a Szekfű Gyula A száműzött Rákóczi című, 1913-ban megjelent műve körül kialakult, heves személyeskedésbe hajló sajtóvitában.

## Magánélete
Kétszer nősült. Első felesége Bauer Ottília (1862–1884), akivel 1882. július 10-én kötött házasságot Budapesten, a Kálvin téri református templomban. A tanúk Illés Lajos, Gönczy Pál és Ballagi Géza voltak. A házasságukból született:
- Ballagi Tibor (1883–1914), királyi honvédhadnagy, törvényszéki bíró

Második felesége Peskó Ida (1864–1938), akitől három fia és egy lánya született:
- Dr. Ballagi István (1893–1955), egyetemi magántanár, MÁV Kórház bőrgyógyász főorvosa, bőrgyógyász, mikológus
- Ballagi Viktor
- Ballagi Dénes
- Preininger Tamásné Ballagi Mária

## Közéleti tevékenysége

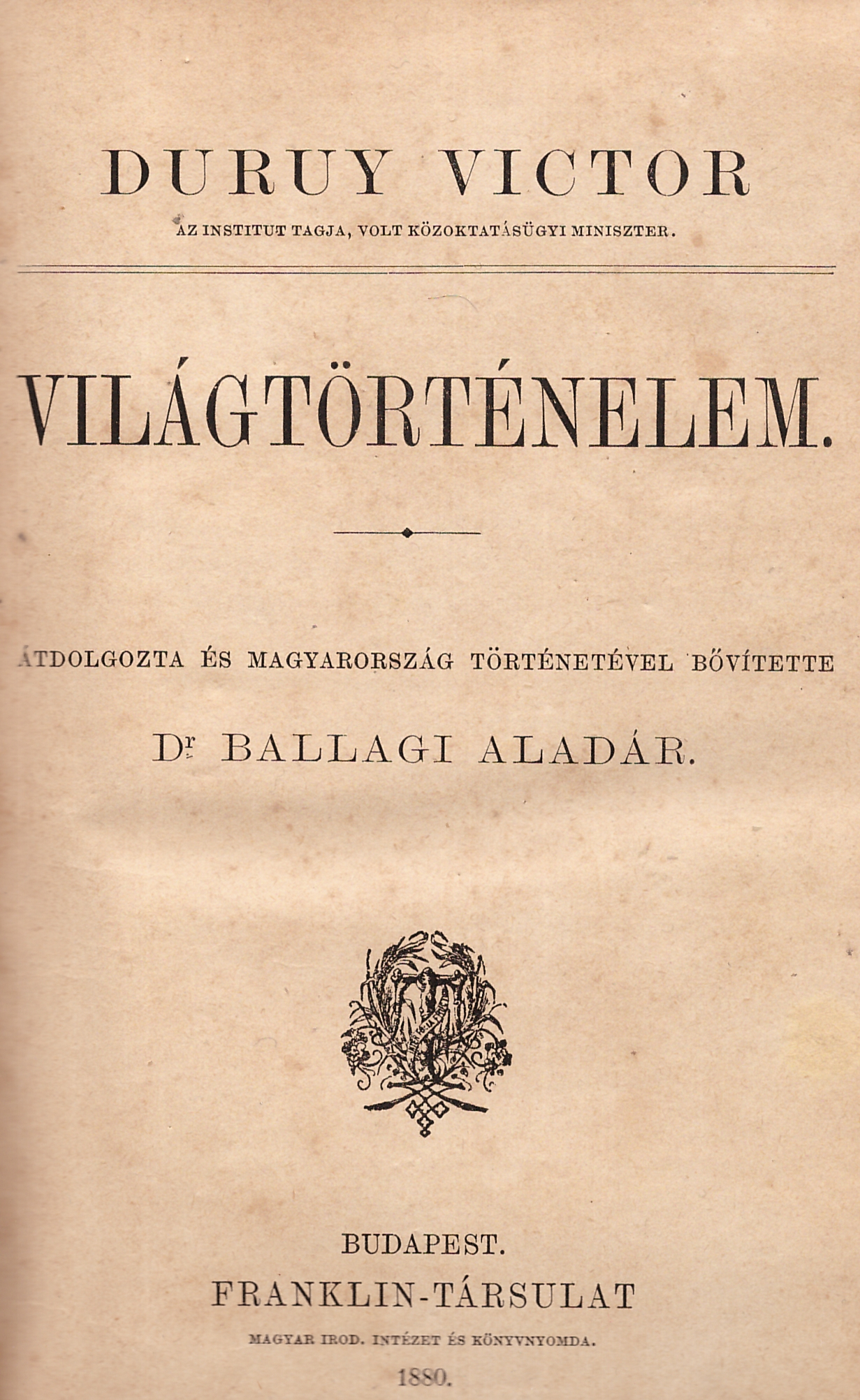
Victor Duruy: Világtörténelem (1880). Átdolgozta és fordította Ballagi Aladár

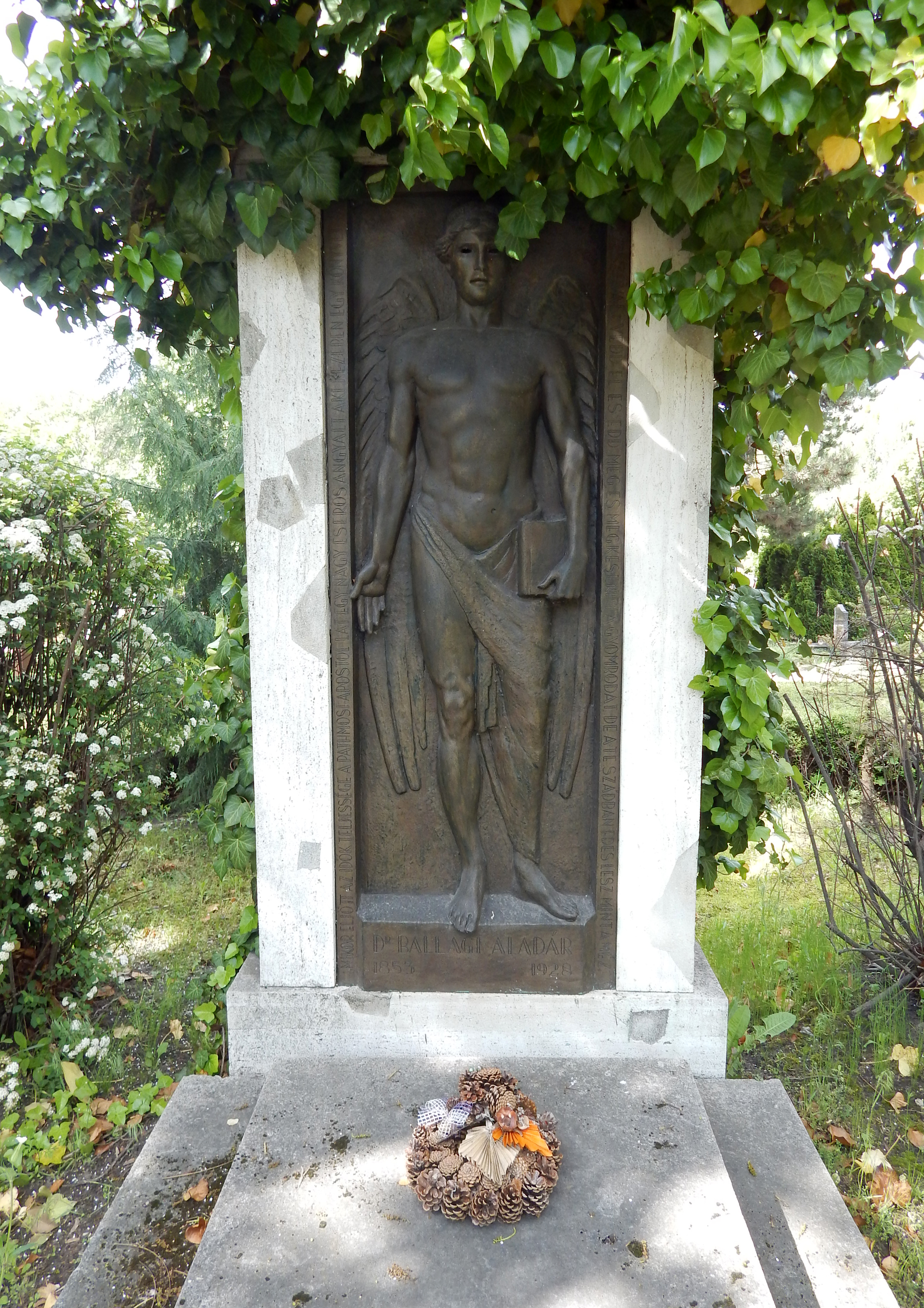
Sírja a Fiumei úti sírkertben (43-1-71)

Szerkesztette az Irodalomtörténeti Közlemények című folyóirat első két évfolyamát.
Sok esetben Borongó Adorján álnéven is írt, tehát nem minden cikkéhez vagy közleményéhez adta nevét. Történészként a hunok történetével és Attilával foglalkozó művek bibliográfiáját is kiadta 1891–92-ben.
Nyelvészként a Szarvas-Simonyi-féle Nyelvtörténeti Szótárt erősen bírálta.

## Főbb művei
- A magyar királyi testőrség története, különös tekintettel irodalmi működésére (Pest, 1872 ; 2. kiadás: Budapest, 1877)
- A magyar nyomdászat történelmi fejlődése 1472–1877 (Budapest, 1878)
- Die Kunstdenkmale Leutschaus (Budapest, 1879)
- Szerkesztette, átdolgozta és Magyarország történetével bővítette Duruy Viktor: Világtörténelem című könyvét (Budapest, 1880)
- Wallenstein horvát karabélyosai 1623–1626 (Budapest, 1882)[4]
- Kecskeméti W. Péter ötvöskönyve. Bevezető, glosszáriummal (Budapest, 1884)
- Colbert 1–2. kötet (Budapest, 1887, 1890)
- A magyarság Moldvában (Budapest, 1889)
- Régi magyar nyelvünk és a nyelvtörténeti szótár (I. 1/2. rész, Budapest, 1904–1911)
- Az igazi Rákóczi (Budapest, 1916)Online
- Kossuth Lajos észak-amerikai beszédei a nemzetiségekről és a nemzetek testvériségéről (Budapest, 1919)
- XII. Károly és a svédek átvonulása Magyarországon. 1709–1715 (Budapest, 1922)
- Buda és Pest a világirodalomban 1473–1711 (I. kötet, Budapest, 1925)
- Császári kormányzat Budán és Pesten 1686–1711 (Budapest, 1926)
- Élő tanítások (egyetemi előadásai, Sárkány József életrajzi bevezetésével, Budapest, 1934)

Ezen kívül jelentős munkája még Victor Duruy Világtörténelmének magyar nyelvre fordítása, illetve beleillesztette ebbe a műbe a hiányzó magyar nemzetet is. Élete végén elvállalta a Tolnai Világtörténelme szerkesztését. Ezzel és sok más munkájával is a nemzeti egység megteremtése volt a célja.
1928. június 21-én, Budapesten halt meg. Ravasz László református püspök temette. Sírja a Fiumei úti sírkertben található.